# Арменопул, Константин
Константин Арменопул или Гарменопул (греч. Κωνσταντῖνος Ἁρμενόπουλος; 1320 — ок. 1385) — византийский юрист, происходивший из армянского рода известного в Византии с XI века. Занимал в городе Салоники одну из высших судебных должностей в Византийской империи.
Константин Арменопул наиболее известен как автор «Шестикнижия» (греч. Εξάβιβλος) (1344—1345) — книги законов в шести томах, которая охватывает широкий круг византийских правовых источников. Сочинение представляет собой свод византийского уголовного и гражданского права и предназначалось в качестве практического руководства для судей.
Его труд был впервые издан в 1540 году в Париже на греческом, после чего получил широкое признание на подконтрольных Османской империи Балканах. Затем издана в 1547 году на латыни под названием «Heksabiblos», в 1564 году немецкое издание под названием: «Hexabiblos». В русском переводе книга была впервые напечатана в 1831 под названием: «Перевод Ручной книги законов, или так называемого Шестикнижия, собранного отовсюду и сокращенного достопочтенным номофилактом и судьею в Фессалонике Константином Арменопулом; при чем прилагается и Ручная книга о браках, сочиненная Алексием Спаном : [в 2 ч.]», перевод заново сделан с Венецианского издания. Книги Арменопула были переведены гораздо раньше на русский, например, в библиотеке Троицко-Сергиевской лавры сохранились две рукописи, одна начало XVIII в. (июнь 1706 года) написана Даниилом Матвеевым, другая вторая половина XVIII в. Большой Московский собор в 1667 году ссылался на сочинение Константина Арменопула.

## Арменопул в «ЭСБЕ»
В конце XIX — начале XX века «Энциклопедический словарь Брокгауза и Ефрона» так описывал этого человека на своих страницах: 

«Гарменопул (Константин Harmenopulos, у нас официально Арменопул) — последний византийский юрист, имя которого сохранила история, автор Шестикнижия (о котором см. Византия и Бессарабские законы). Заключительные титулы Шестикнижия, „о разных канонах или правилах“ и „о значении слов“, представляют собой переработку последних двух титулов Дигест. Из статей, приложенных Г. к своему Шестикнижию, наиболее обширной является „Έπιτομή των θείων καί ίερων κανόνων“, то есть сокращение канонов, напечатано оно в „Jus graeco-romanum“ Leunclavii. Некоторые сочинения Г. остаются в рукописях. О жизни его достоверно известно только то, что он жил в середине XIV в. и был номофилаксом и верховным судьей в Фессалониках.»